# Брусиловка (Забайкальский край)
Бруси́ловка — село на юге Краснокаменского района Забайкальского края России.

## География
Находится на юге Краснокаменского района Забайкальского края, в 59 км от города Краснокаменска.

## История
Основано в 1915 году под названием Чанкыр (Цанкир-Азарга), с 1917 года носит современное название в память о казаках — героях Брусиловского прорыва. В 1930 году образована артель «Пограничная стража». В 1935 году в результате объединения с селом Верхнеаргунск создан колхоз имени С. М. Кирова. В 1980-е годы построен клуб, КБО, школа преобразована в среднюю. В 1990-х годах организована агрофирма «Брусиловка».

## Население
| 2002 | 2003 | 2010 | 2021 |
| ---- | ---- | ---- | ---- |
| 273  | ↘226 | ↘161 | ↘84  |

## Инфраструктура
В селе имеются: средняя школа, клуб, библиотека, фельдшерский пункт.

## Экономика
На 2002 год население — 273 человек, из них 30 работают в хозяйстве. Основное занятие жителей — сельскохозяйственное производство в коллективном (ООО «Даурия», руководитель Н. В. Богомазов) и личных подсобных хозяйствах.